# 6. Rundfunk-Urteil
Das 6. Rundfunk-Urteil des deutschen Bundesverfassungsgerichtes vom 5. Februar 1991 bezeichnet in der deutschen Rechtswissenschaft das sechste in einer Reihe von Urteilen des BVerfG zur Rundfunkfreiheit. In diesem Urteil wurden zahlreiche frühere Aussagen des Gerichtes weiter präzisiert. Zentraler Begriff dieses Urteils ist die Bestands- und Entwicklungsgarantie für den öffentlich-rechtlichen Rundfunk.

## Sachverhalt
Das WDR-Gesetz von 1985 und das NRW-Landesrundfunkgesetz von 1988 waren zu Regelung privaten Rundfunks in Nordrhein-Westfalen erlassen worden. Diese Gesetze sicherten dem öffentlich-rechtlichen WDR eine vergleichsweise starke Wettbewerbsposition und erlegten zugleich privaten Konkurrenten ähnliche Vielfalts- und Programmanforderungen wie dem öffentlich-rechtlichen Rundfunk auf.
Im Bereich des Lokalrundfunks sollte die lokale Presse gesichert und das Entstehen von Doppelmonopolen verhindert werden.
In einem abstrakten Normenkontrollverfahren wurde die Verfassungsmäßigkeit der Gesetze überprüft.

## Zusammenfassung des Urteils
Das BVerfG hielt die Gesetze für im Wesentlichen verfassungsmäßig, präzisierte aber zahlreiche Ausprägungen der Rundfunkfreiheit, die das Gericht bereits in den früheren Rundfunk-Urteilen
umrissen hatte. Aus der Rundfunkfreiheit folgt demnach eine Bestands- und Entwicklungsgarantie für den öffentlich-rechtlichen Rundfunk. Eine Mischfinanzierung der öffentlich-rechtlichen Sender beispielsweise durch die Herstellung und Verwertung von Rundfunkproduktionen ist zulässig. Der Grundversorgungsauftrag aus der Verfassung ist nicht an einen bestimmten Übertragungsweg wie zum Beispiel die terrestrische Übertragung gebunden. Die Grundversorgung ist vielmehr dynamisch und nur an die Funktion des Rundfunks, wie sie sich aus Artikel 5 des Grundgesetzes ergibt, gebunden. Das bedeutet, dass das öffentlich-rechtliche Programmangebot auch für neue Themen, Formen und Inhalte offen sein muss und neue Dienste mittels neuer Technik zulässig sind.

## Aus den Gründen
S. 315: „Als dienende Freiheit wird [die Rundfunkfreiheit] … im Interesse freier individueller und öffentlicher Meinungsbildung gewährleistet. Der Gesetzgeber ist deswegen verpflichtet, die Rundfunkordnung in einer Weise auszugestalten, die die Erreichung dieses Zieles sicherstellt. In programmrechtlicher Hinsicht folgt daraus, dass im Gesamtprogramm sowohl die Vielfalt der Gegenstände als auch die Vielfalt der Meinungen angemessen zum Ausdruck kommen muss. Diese Anforderung an das Gesamtprogramm gilt unabhängig davon, ob der Gesetzgeber sich für ein öffentlich-rechtliches oder ein privates Rundfunksystem entscheidet.“
S. 316: „In einem dualen System, in dem öffentlich-rechtliche und private Anbieter miteinander konkurrieren, erscheint es verfassungsrechtlich gerechtfertigt, an die Breite des Programmangebots und die Sicherung gleichgewichtiger Vielfalt im privaten Rundfunk nicht die gleichen Anforderungen zu stellen wie im öffentlich-rechtlichen Rundfunk, solange und soweit wirksam sichergestellt ist, dass der Rundfunkauftrag jedenfalls von diesem ohne Einbußen erfüllt wird.“
S. 317: Privater Rundfunk darf nicht „unter Anforderungen gestellt werden …, die seine Veranstaltung in hohem Maße erschweren, wenn nicht ausschließen würden.“